# Duarte Manuel Bello
Duarte Manuel Pinto Coelho de Almeida Bello (Maputo, 26 de julho de 1921 — Lisboa, 3 de junho de 1994) foi um velejador português, medalhista olímpico. Ele competiu nos Jogos Olímpicos de Verão de 1948 na classe Swallow e conquistou a medalha de prata a bordo do Symphony, ao lado de Fernando Bello.
Bello também competiu em barcos de quilha da classe Star, ganhando medalhas de prata no Campeonato Mundial de 1953 e 1962, e um bronze em 1952. Ele era conhecido como um inovador de equipamentos que inventou vários dispositivos, incluindo Bello bailers automáticos em 1954, e a lança circular Vang Track no início dos anos 1960.
Em 1943, casou-se com Maria Antonia Carneiro Bustorff Silva, filha de um dos mais destacados advogados portugueses da época, além de velejador. Foi Engenheiro Civil de formação e trabalhou na linha ferroviária nacional Comboios de Portugal.